# Meiral
Meiral (oficialmente y en gallego: O Meiral) es un lugar situado en la parroquia de Santa Mariña do Monte, del municipio de El Barco de Valdeorras, en la provincia de Orense, Galicia, España.